# Bălănești (okręg Vrancea)
Bălănești – wieś w Rumunii, w okręgu Vrancea, w gminie Gura Caliței. W 2011 roku liczyła 8
mieszkańców